# Patricia Karg
Patricia Karg (née le 7 décembre 1961 à Innsbruck) est une peintre et sculptrice autrichienne.

## Biographie
Patricia Karg est la fille du maître d'œuvre Ludwig Karg, qui lui apprend l'artisanat, et son épouse Gertraud. Avec sa grand-mère, professeur de couture qui suscite sa créativité, elle apprend cette discipline. Elle habille les poupées Barbie qu'une amie lui amène d'Amérique avec ses créations.
De 1976 à 1980, elle va dans la classe de sculpture sur pierre et sur bois à l'école de construction d'Innsbruck. De 1980 à 1986, elle est élève à l'académie des beaux-arts de Munich auprès de Hans Ladner. Après son diplôme, elle ouvre son atelier en 1987.
Karg travaille le bois, la pierre, la pierre artificielle, le bronze, la fonte et le verre. Elle peint avec l'acrylique, l'huile et l'aquarelle.

## Source de la traduction
- (de) Cet article est partiellement ou en totalité issu de l’article de Wikipédia en allemand intitulé « Patricia Karg » (voir la liste des auteurs).